# Alarm (singel Namie Amuro)
Alarm – dwudziesty czwarty singel Namie Amuro wydany przez wytwórnię avex trax 17 marca 2004. Singel znalazł się na #6 pozycji w rankingu Oricon i utrzymywał się w nim przez dziesięć tygodni. Sprzedano 50 262 egzemplarzy płyty. B-side singla to Strobe.

## Lista utworów
| 1. | Alarm                          | 4:16  |
|    |                                |       |
| 2. | Strobe                         | 4:41  |
|    |                                |       |
| 3. | Alarm (wersja instrumentalna)  | 4:16  |
|    |                                |       |
| 4. | Strobe (wersja instrumentalna) | 4:37  |
|    |                                |       |
|    |                                | 17:50 |
|    |                                |       |

## Wystąpienia na żywo
- 18 marca 2004 - AX Music Factory
- 2 kwietnia 2004 - Pop Jam
- 3 kwietnia 2004 - CDTV
- 5 kwietnia 2004 - Hej! Hey! Hej!
- 9 kwietnia 2004 - Music Station
- 23 maja 2004 - MTV Video Awards Japan 2004

## Oricon
| Diagram                                                    | Pozycja |
| ---------------------------------------------------------- | ------- |
| Dzienny diagram Oricon (w pierwszym dniu sprzedaży)        | #6      |
| Tygodniowy diagram Oricon (w pierwszym tygodniu sprzedaży) | #11     |
| Miesięczny diagram Oricon (w pierwszym miesiącu sprzedaży) | #23     |
| Roczny diagram Oricon                                      | -       |